# The Ghost Club
The Ghost Club (traducción literal "El Club Fantasma") es una sociedad dedicada a la investigación de fenómenos paranormales fundada en Londres en 1862. Es considerada la organización de este tipo más antigua del mundo. Desde sus orígenes se ha ocupado principalmente de investigar casos de aparición de fantasmas.

## Historia
El Club tiene sus raíces en 1855, en Cambridge, donde los miembros del Trinity College comenzaron a interesarse por los fantasmas y los fenómenos psíquicos. Fundado oficialmente en Londres en 1862, contó en sus orígenes con Charles Dickens y Arthur Conan Doyle entre sus miembros. Una de sus primeras investigaciones fue el caso de los hermanos Davenport y su fraude del "gabinete de los espíritus", en el que el Club desacreditó la pretensión de los Davenport de contactar con los difuntos.
El grupo continuó realizando investigaciones prácticas de fenómenos espiritistas (un tema entonces en boga), organizando reuniones que trataban sobre este asunto. El Ghost Club fue disuelto en la década de 1870, tras la muerte de Charles Dickens.

### Revitalización de 1882
El Club fue revivido el día de Todos los Santos de 1882 por Stainton Moses y por Alaric Alfred Watts, que inicialmente proclamaron ser los fundadores originales de la sociedad, sin reconocer sus orígenes anteriores. En 1882 fue fundada la Sociedad para la Investigación Psíquica (SPR por sus siglas en inglés), con la que inicialmente había una cierta superposición de intereses.
Mientras que el SPR era una institución dedicada al estudio científico de estos fenómenos, el Ghost Club quedó reducido a una organización secretista y selectiva de espiritistas convencidos, para quienes los fenómenos psíquicos eran un hecho incontrovertible. Stainton Moses dimitió de la vicepresidencia del SPR en 1886, tras lo que se unió al Ghost Club. La afiliación era pequeña (82 miembros a lo largo de 54 años) y no se admitían mujeres. Sin embargo, durante este periodo atrajo a algunas de las mentes más originales y polémicas en la investigación psíquica, como William Crookes, Oliver Lodge, Nandor Fodor y Arthur Conan Doyle.
Los archivos del Club revelan que los nombres de miembros, incluyendo a los fallecidos, eran solemnemente recitados cada 2 de noviembre. 
Implicados con el Club estuvieron también el poeta W. B. Yeats (afiliado en 1911) y Frederick Bligh Bond (en 1925), quien se hizo tristemente famoso por sus investigaciones sobre espiritismo en Glastonbury. Bligh Bond posteriormente dejó Gran Bretaña y continuó activo en la Sociedad Estadounidense para la Investigación Psíquica. Se ordenó en la Iglesia católica antigua, y volvió a unirse al Ghost Club tras su regreso a Gran Bretaña en 1935.
El Principal del Jesus College de la Universidad de Cambridge, Arthur Grey, escribió en 1919 un relato de ficción sobre el Ghost Club, titulado "The Everlasting Club". Los hechos relatados en esta narración sobre fantasmas todavía pasan por ser ciertos para algunos comentaristas.

### Comienzos delsigloXX
El movimiento del siglo XX basado en la investigación sobre sesiones espiritistas en laboratorio significó que el Ghost Club quedase fuera de esta corriente. Harry Price, conocido por su investigación en la Rectoría de Borley, se inscribió como miembro en 1927, al igual que el psicólogo Nandor Fodor, y fueron quienes lideraron la aproximación del Club hacia la investigación psíquica. Con su número de miembros en descenso, el Club cerró de nuevo en 1936, después de haberse celebrado 485 reuniones. Las actas del Ghost Club fueron depositadas en el Museo Británico bajo el compromiso de que se mantuviesen cerradas hasta 1962 por motivos de confidencialidad.
En sus primeros 18 meses, Price relanzó el Ghost Club como una sociedad que organizaba cenas-conferencia, con la intervención de médium e investigadores psíquicos. Se decidió admitir mujeres en el Club, especificando que no se trataba de una iglesia o asociación espiritualista, sino más bien un grupo de escépticos reunidos para hablar de temas paranormales. La lista de miembros de este período incluía a C.E.M.Joad, Julian Huxley, Algernon Blackwood, Osbert Sitwell y Frederick Montague.
Tras la muerte de Price en 1948, el Club fue relanzado de nuevo por los miembros del comité Philip Paul y Peter Underwood. Desde 1962 Underwood fue presidente de la institución, y muchas de sus actividades en el Club están descritas en sus libros.
Tom Perrott se unió al club en 1967 y fue su presidente de 1971 a 1993.
En 1993, el club experimentó un periodo de inestabilidad interna, durante el que Underwood pasó a ser presidente vitalicio de otra sociedad, denominada "The Ghost Club Society".
El Ghost Club más adelante expandió su ámbito de interés para incluir el estudio de los ovnis, la radiestesia, la criptozoología y temas similares.

### Historia reciente
En 1998, Perrott dimitió de la presidencia (a pesar de que se mantuvo activo en los asuntos del club), y el abogado Alan Murdie fue elegido como su sucesor. Murdie ha publicado numerosos libros sobre fantasmas, incluyendo Haunted Brighton y regularmente escribe para el Fortean Times. En 2005 fue sucedido por Kathy Gearing, primera presidenta del Club, que anunció en el verano de 2009 su dimisión del cargo.
El club continúa reuniéndose mensualmente en el Victory Services Club, cerca de Marble Arch (Londres). Cada año se realizan varias investigaciones en Inglaterra. Recientemente, las investigaciones han sido organizadas en Escocia por el coordinador de Investigación del Área Escocesa del Club.

## Miembros notables
- Charles Dickens
- Charles Babbage
- Arthur Conan Doyle
- Algernon Blackwood, CBE
- Arthur Machen
- William Crookes
- Hugh Dowding
- Arthur Koestler
- C. E. M. Joad
- Donald Campbell
- Julian Huxley
- Osbert Sitwell
- W. B. Yeats
- Siegfried Sassoon
- Dennis Wheatley
- Peter Cushing
- Peter Underwood
- Maurice Grosse
- John Blashford-Snell
- Lionel Fanthorpe
- Lynn Picknett
- Colin Wilson
- Geoff Holder
- Ciarán O'Keeffe

## Investigaciones notables
- Borley Church
- Chingle Hall
- The Queen's House
- RAF Cosford Aerospace Museum
- Glamis Castle
- Winchester Theatre
- The Ancient Ram Inn in Wotton-under-Edge[14]
- Woodchester Mansion
- Balgonie Castle,[15]
- Ham House,[16]
- New Lanark,[17][18]
- Coalhouse Fort,[19][20]
- Glasgow Royal Concert Hall,[21]
- Alloa Tower,[22][23]
- Scotland Street School Museum,[24][25]
- Michelham Priory,[26]
- Culross Palace[27]
- Clerkenwell House of Detention.[28]